# Ager Tarquinorum
Ager Tarquinorum ist eine Gebietsbezeichnung aus der mythischen Königszeit, vor 509 v. Chr. in Rom.
Mit dem Begriff wird im Wesentlichen das östliche und südliche Marsfeld unter Auslassung des erst unter Augustus trockengelegten Sumpfgebiets der palus Caprae im Zentrum beschrieben. Der ager Tarquinorum lag außerhalb des Pomerium. Laut Dionysios von Halikarnassos und Titus Livius soll das Areal den namengebenden tarquinischen Königen als Anbaufläche für Getreide gedient haben, bevor es nach deren Vertreibung als ager publicus populi Romani in Gemeindeeigentum überging. Dazu kam es, nachdem Lucius Tarquinius Superbus gestürzt und der Versuch der Wiedereinführung der Monarchie gescheitert war. Den sich um die Königszeit rankenden Legenden zufolge, warfen die römischen Bürger zur Löschung der Spuren der vertriebenen etruskischen Machthaber die Getreideernte in den Tiber. Dieser Plünderungsaktion sei es zu verdanken, dass sich aufgrund niedrigen Wasserstandes aus einer Gemengelage mit Treibholz die Tiberinsel gebildet habe und das Volk mit dem verbrecherischen Akt für alle Zeiten gegen das Königshaus ausgesöhnt war. Als rechtlich frisch verbriefter ager Publicus erfuhr das Gebiet eine Weihung an Mars und wurde umbenannt in Campus Martius.
Gemäß Festus stand im ager Tarquinorum bereits während der Königszeit ein Marsaltar. Die Herrscher nutzen das Gelände zudem dazu, das Heer zu versammeln beziehungsweise militärisch auszubilden. Bereits Romulus soll hier die Truppen der von ihm regierten Stadt gemustert haben, was vom frühesten Anfang auf einen ausgeprägten militärischen Zweck des Feldes hinweist. Als ager publicus war die spätere Nutzung des Areals determiniert. Neben Heiligtümern durften während der republikanischen Zeit Verwaltungsbauten und diese rahmende Portiken gebaut werden. Die Stifter waren Einzelpersonen der römischen Aristokratie. Erst in der späten Republik werden Tendenzen zu geschlossenen Bauprogrammen deutlich, wie dem Monumentalkomplex des Gnaeus Pompeius Magnus, der das traditionelle System bautechnisch und ideologisch mit der von ihm gestifteten Kombination aus Theater, Tempel und angeschlossenen Portiken einführte.
Der spätere Begriff Tarentum (auch: Terentum) geht auf die ursprüngliche Bezeichnung ager Tarquinorum zurück, also auf den etruskischen Ursprung, der durch Gräzisierung und assoziative Umformungen in Zusammenhang mit Übersetzungen zu Tarentum wurde.